# Luçay-le-Libre
Luçay-le-Libre är en kommun i departementet Indre i regionen Centre-Val de Loire i de centrala delarna av Frankrike. Kommunen ligger i kantonen Vatan som tillhör arrondissementet Issoudun. År 2022 hade Luçay-le-Libre 105 invånare.

## Befolkningsutveckling
Antalet invånare i kommunen Luçay-le-Libre
Referens:INSEE